# Gatunamn i Stockholm

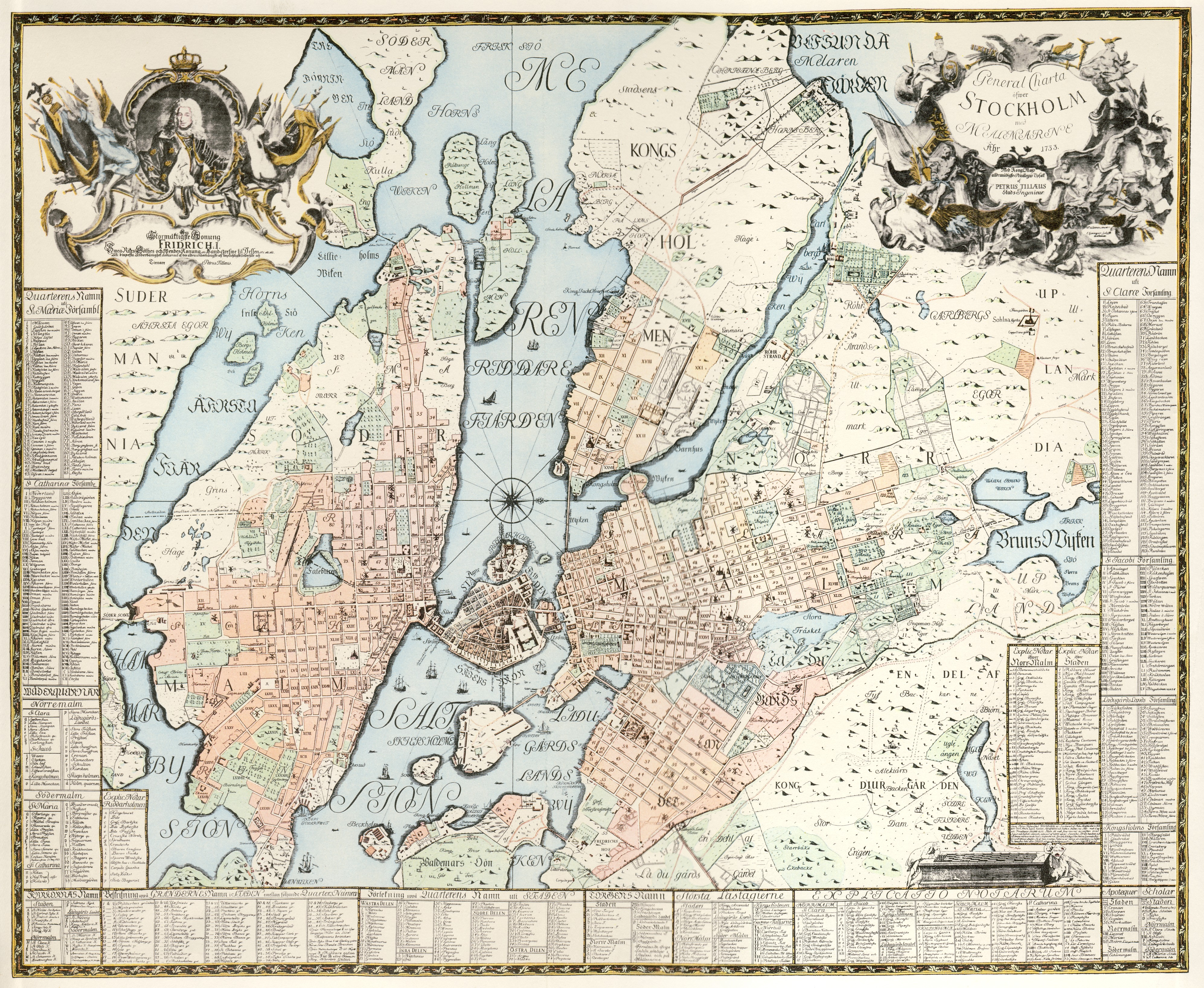
Petrus Tillaeus Stockholmskarta från 1733, stadens första tryckta karta med angivna gatunamn (norr är till höger).

Gatunamn i Stockholm har kommit till dels genom en spontan, av allmänheten skapad namngivning, dels genom en från officiellt håll (överståthållarämbetet respektive stadsfullmäktige/kommunfullmäktige) beslutad namngivning. 
Fram till början av 1700-talet fanns en stor oordning bland de gatunamn som användes i Stockholm, eftersom många hade tillkommit spontant och olika människor kunde använda samma namn för olika gator. 1763 förordnade en kungörelse att gatu- och grändnamn skulle anges på tavlor uppsatta på husen och 1832 kungjorde överståthållarämbetet att husen skulle numreras i oavbruten ordning längs varje gata. Stadens genom tiderna största namnrevision var den från 1885, där ett stort antal gator och torg bytte namn.
Det finns omkring 11 000 gatunamn i Stockholm.

## Medeltida gatunamn

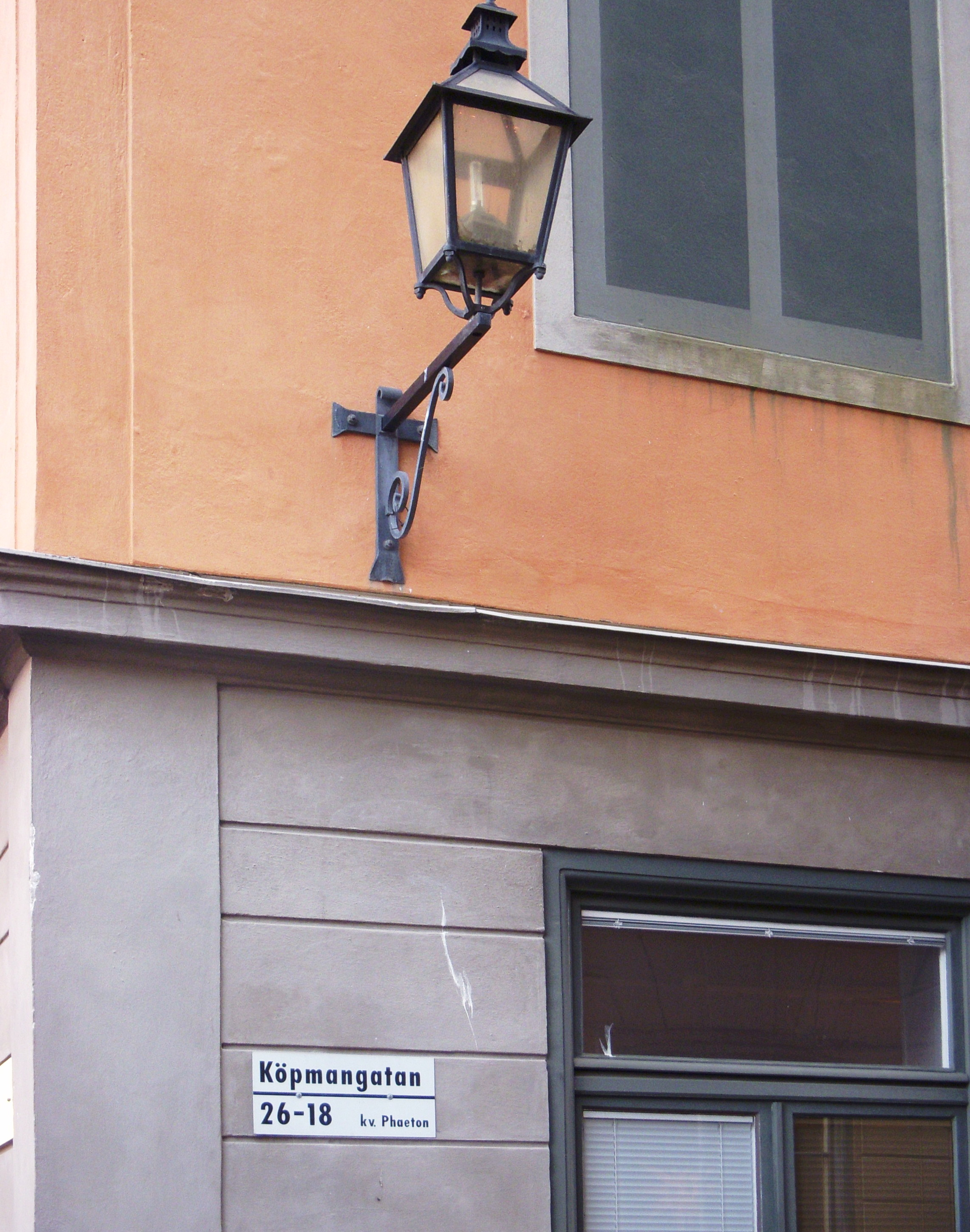
Köpmangatan i hörnet med Stortorget, äldsta kvarvarande gatunamn från 1323.

De äldsta gatunamnen i Stockholm är oftast de som allmänheten givit för att underlätta den egna orienteringen i staden, och som samtidigt uttrycker något karakteristiskt om gatan.
De äldsta kända bevarade gatunamnen från det medeltida Stockholm är Köpmangatan (på latin: in medio vici dicti köpmangatu / på köpmännens gata) från 1323 och Skomakargatan (på latin: in vico sutorum / på skomakarens gata) från 1337. Båda utgår från Stockholms dåtida centrum; Stortorget. Namnen visar att det hade etablerats köpmän respektive skomakare längs dessa gator. Från 1400-talet finns namn som Stortorget (stora torghit, 1420), Kornhamn (kornhaffn, 1427) och Järntorget (jerntorgith, 1489). 
Det äldsta gatunamnet som fortfarande används på Kungsholmen är Hantverkargatan från 1644 som uttryckte att just hantverkare hade bosatt sig där. Lika gammalt är gatunamnet Götgatan på Södermalm som ...fordom varit allmänna vägen till Telge (Tälje)..., alltså en del av Göta landsväg, fram till 1670-talet den enda färdvägen söderut. Beteckningen Göthegathon var betydligt enklare än den beskrivning i stadens jordebok från 1494 som kallade Götgatans föregångare för: Allmänningx weghen som löper ffran ytre porth och op til korssint och cappalet…(Allmänningsvägen som löper från yttre södra port och upp till korset och kapellet…) 
Allmänhetens gatunamn var ofta instabila och kunde skifta, när exempelvis den husägare som gav namnet till en viss gata flyttade eller dog och en ny husägare gav den ett nytt namn, medan det gamla namnet levde kvar ett tag till. Så var det inte ovanligt att samma gata hade flera namn samtidigt. Det var helt enkelt, uttryckt med dagens ord, ”en himla röra” eller som författarna till boken Stockholms gatunamn formulerade det: 
| ” | Med hänsyn till den väldiga mängd av namn som är kända från medeltiden, 1500- och 1600-talen skulle ett försök till en mera fullständig redogörelse för äldre och numera ej använda gatunamn kräva en arbetsinsats och ett utrymme som bedöms som föga rimligt. | „ |

## Stormaktstidens gaturegleringar

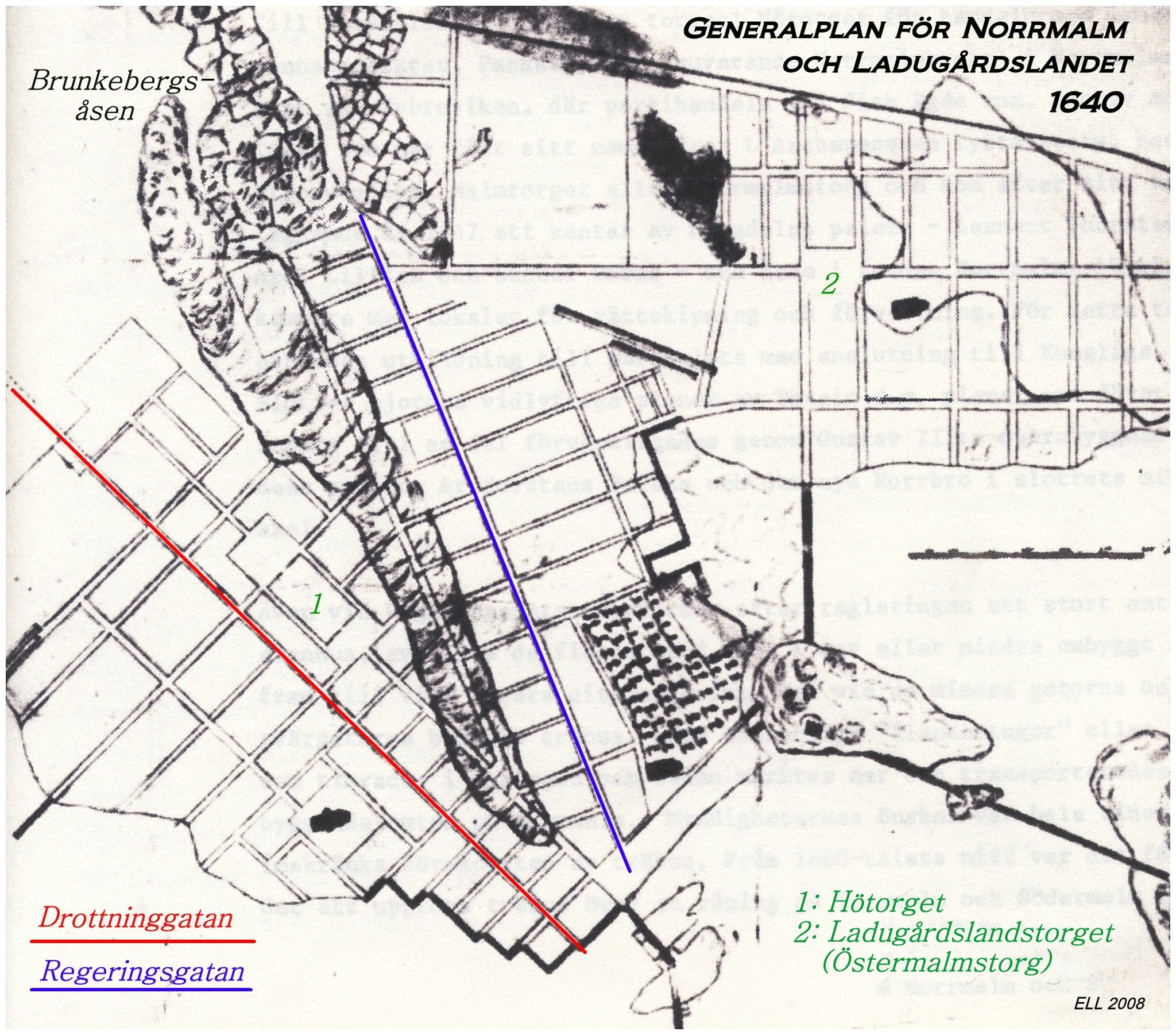
Norrmalm och Ladugårdslandet 1640.

Med Stockholms första gatureglering (dåtidens stadsplan) under Stormaktstiden genom Clas Larsson Fleming på 1600-talets mitt uppstod även behovet att ge det nya gatunätet mera ”officiella” namn. Det var gatornas geografiska sträckning som var det primära och den planerades, ej bebyggelsen. 
Gaturegleringen började i mars 1637 på Norrmalm, väster om Brunkebergsåsen, när de första mätpinnarna restes nedanför Hötorget för att staka ut Stoore Konnungz gatun (senare Drottninggatan som var huvudfärdvägen norrut). Öster om Brunkebergsåsen anlades Regerings gathon (Regeringsgatan) som blev den andra huvudfärdvägen norrut.
Stoore Konnungz gatun och Regerings gathon var officiella beteckningar och inte ett genom allmänheten givet namn. Clas Flemings rutnät hade lagts ut med huvudgatornas huvudriktning mot Slottet, men än så länge fanns varken gatunamn eller husnummer utsatta på byggnader eller stolpar och några officiella förteckningar fanns inte heller, det skulle dröja till första hälften av 1700-talet.

## Upplysningstidens registrering av gator och kvarter

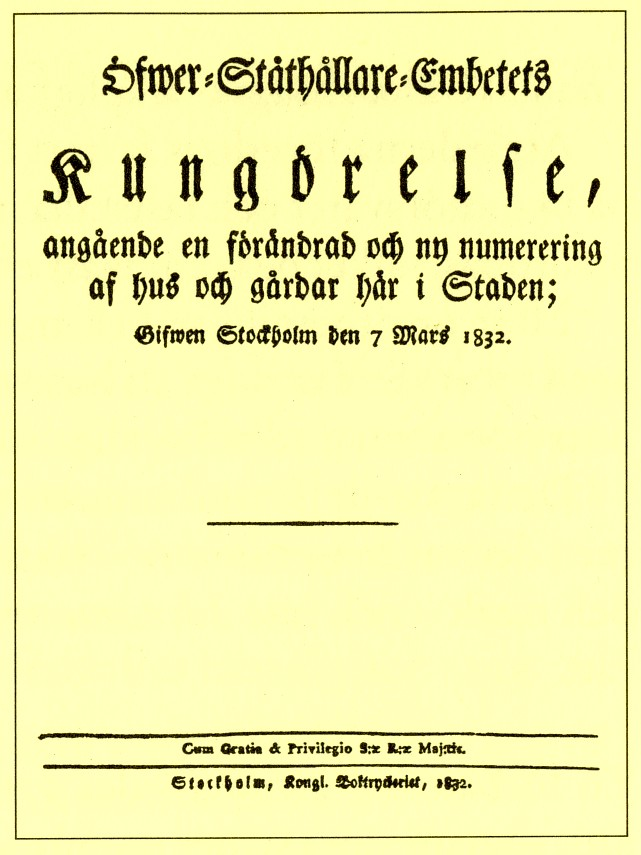
Kungörelsen från 1832 angående husnumrering.

1700-talet var upplysningens tidsperiod, och att katalogisera, systematisera och registrera låg i tidens anda. Det var vid samma tid som Carl von Linné lade grunden för den moderna nomenklaturen inom biologin och den moderna systematiken som grupperar växter och djur. 
Med Petrus Tillaeus Stockholmskarta General Charta Öfver Stockholm med Malmare från 1733 kom ordning och viss stabilitet i namnskicket. Tillaeus karta var den första tryckta kartan med angivna gatunamn. Kartan visade inte bara gatunamn utan även kvartersbeteckningar med tätskrivna förklaringar längs kartans sidor. Tillaeus karta blev även, genom sin officiella karaktär, det dokument som ”tog över” om det fanns flera namn för samma gata. Tryckplåtarna till kartan finns fortfarande kvar i Stockholms stadsarkiv. 
Anledningen till att man ville bringa mera ordning i gatunamns-virrvarret var huvudsakligen för ett effektivare brandförsvar, mindre för en bättre orientering av utomstockholmare. 1729 fastslog brandreglementet att husen skulle ha nummerskyltar med väl synliga siffror, men än så länge var det frågan om tomtnummer, inte husnummer.
År 1728 kom den första adresskalendern och 1740 den första alfabetiska förteckningen över Stockholms gatunamn. 1763 förordnade en kungörelse att gatu- och grändnamn skulle anges på tavlor uppsatta på husen och först sjuttio år senare, den 7 mars 1832, kungjorde överståthållarämbetet att husen skulle numreras ”i oavbruten ordning /och/ genomlöpa varje gata". 
Eftersom gatornas huvudriktning utgick från Slottet var det naturligt att även husnumreringen utgick därifrån, med den lägsta siffran närmast Slottet och med jämna siffror på högra sidan (med Slottet i ryggen). Denna princip gäller fortfarande idag, även om det inte alltid är möjligt att genomföra den, särskild i samband med tvärgator eller där gatornas sträckning eller längd har förändrats.
I början av 1800-talet fanns det fortfarande gator med flera namn eller gator helt utan namn. Så påtalade överståthållarämbetet för magistraten i juli 1802 att en del gator på Mariaberget på Södermalm saknade namn och föreslog att namn å dessa gränder warda utsatte. Uppdraget till namngivning gick till vice stadsingenjören Hieronymus von der Burg den yngre. Det omfattade 86 namn och kan ses som en komplettering av Tillaeus karta från 1733.

## Industrialismens gatunamnsreglering

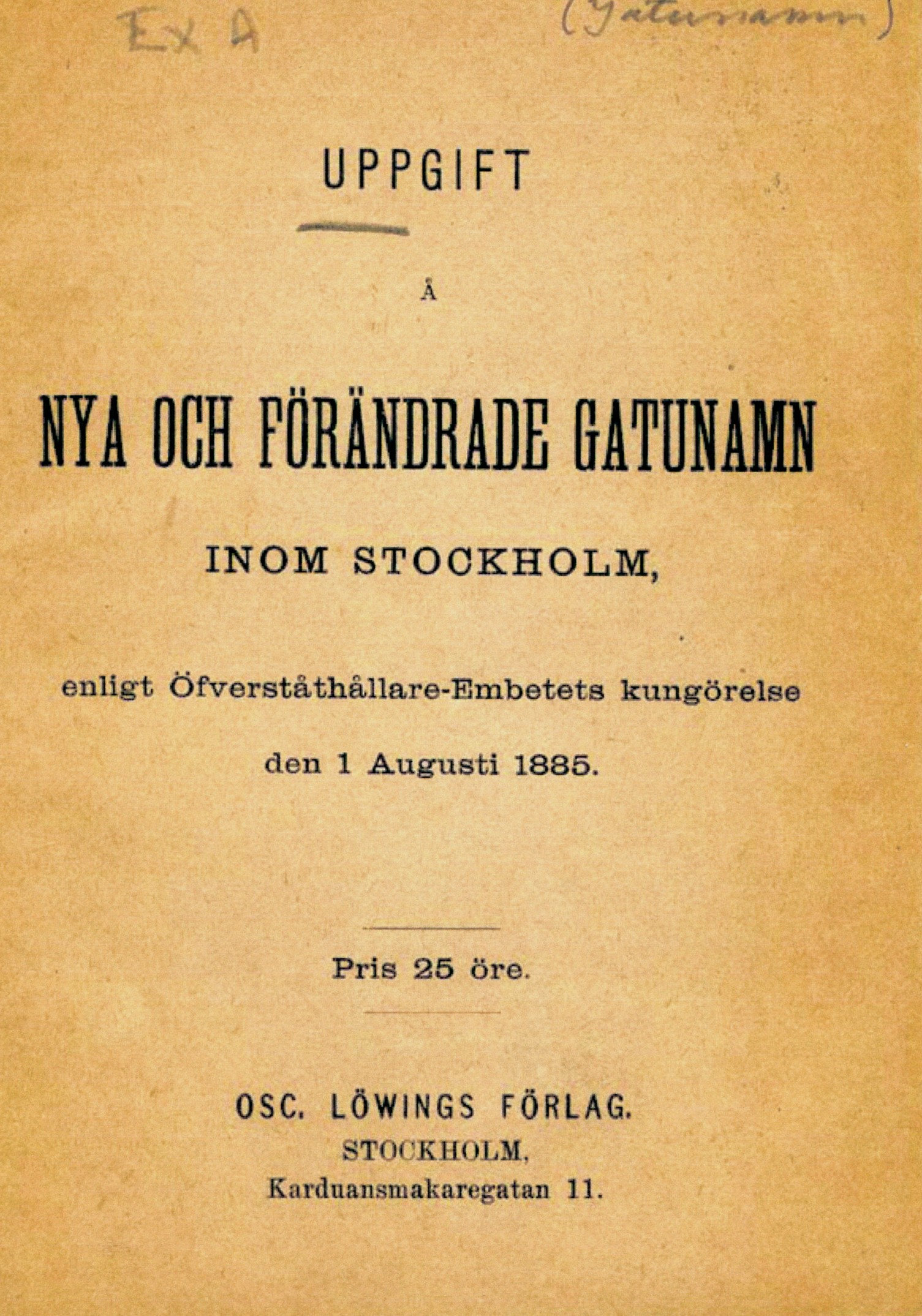
Läs hela broschyren från 1885.

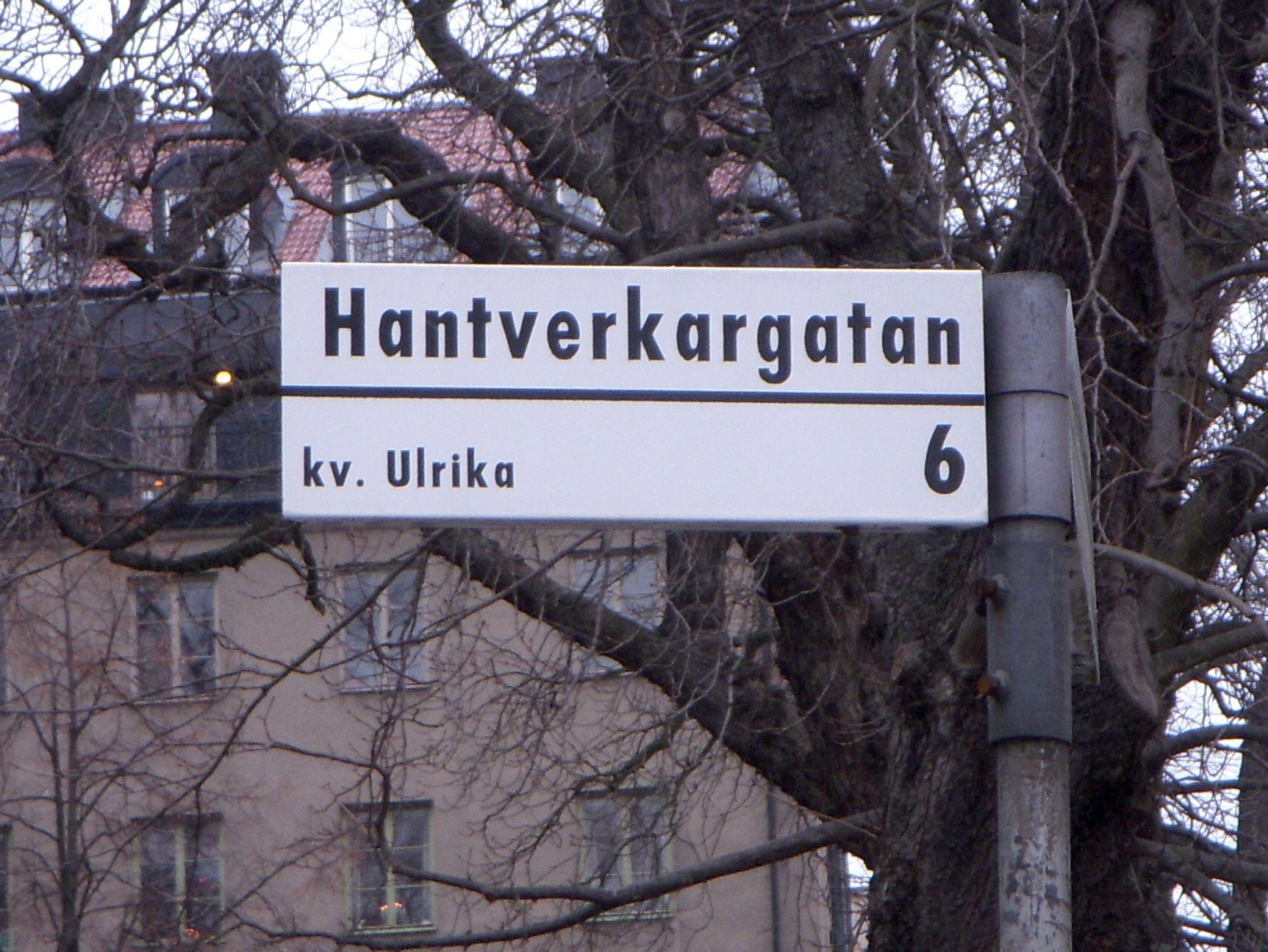
Hantverkargatan, Kungsholmens äldsta kvarvarande namn (1644).

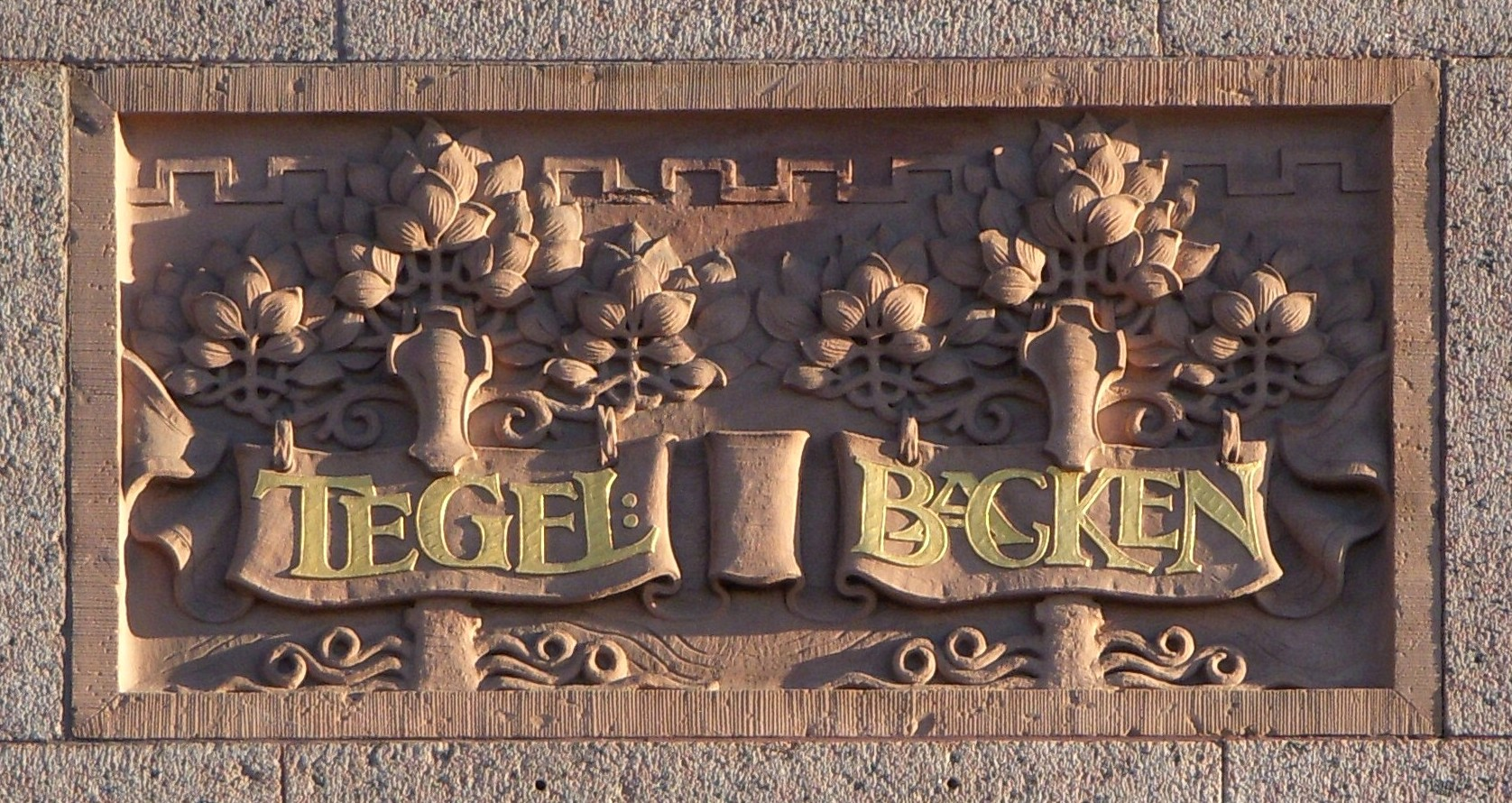
Tegelbacken, gatuskylt i lekfull jugend på Centralpalatset.

Stockholms genom tiden största gatunamnsrevision skedde under 1800-talets senare hälft, industrialismens tidsperiod. Bakgrunden till den var en omfattande gatureglering i form av Albert Lindhagens stadsplaner för Norrmalm, Östermalm, Södermalm och Kungsholmen. Många nya, fortfarande obebyggda gator hade skapats och i takt med att nya byggnader uppfördes fanns även behov av att namnge gatorna.
Ibland kunde man inte avvakta stadsfullmäktiges beslut, till exempel gällande Dalagatan som fick sitt namn redan 1884. Det var ett år tidigare än den stora namnrevisionen hade planerats, men det var bråttom, eftersom gatan hade anlagts och bebyggelsen redan påbörjats.
Den 16 juli 1885 fattade stadsfullmäktige beslut om Namnrevisionen i Stockholm 1885. Överståthållarämbetet utgav den 1 augusti samma år en broschyr, Uppgift å nya och förändrade gatunamn inom Stockholm enligt Överståthållare-embetets kungörelse den 1 augusti 1885, som listade upp samtliga förändrade gatunamn och kunde köpas för 25 öre. Samtidigt formulerade man även vissa principer och kategorier efter vilka gatorna skulle döpas. Nu var det var inte längre allmänheten som spontant namngav gator och torg. Kategorierna vid 1885 års namnrevision kan uppdelas på bland annat följande grupper:
- Berömda svenska författare (Kristineberg, Stadshagen)
- De norra landskapen (Vasastaden)
- De södra landskapen (Södermalm)
- Den nordiska gudaläran (Vasastaden, Östermalm)
- Fosterländska och historiska namn  (Kungsholmen, Södermalm, Östermalm)
- Framstående män inom teknik och ingenjörsvetenskap (Kungsholmen)
- Kända ställen nära staden (Södermalm, Vasastaden)

1885 års namnrevision innebar att inte bara nya gator namngavs utan även att inarbetade och etablerade namn försvann, då man ville undvika att samma gatunamn återkom i olika stadsdelar. Att gatunamn helt frankt byttes ut skapade en hel del kritik och man talade till och med om ”de gamla Stockholmsnamnens digerdöd”. För Kungsholmen innebar 1885 års namnrevision att bara en handfull gamla gatunamn överlevde reformen, bland annat Hantverkargatan, Garvargatan och (Stora) Kungsholmsgatan.

## Byggnadsnämndens namnberedning
År 1920 inrättades ett särskilt organ för beredande av namnärenden; Byggnadsnämndens namnberedning. Anledningen var att man ville bedriva namnsättningen efter enhetliga och planmässiga principer samt att de nya ytterområdena i Västerort och Söderort skulle förses med en ”pietetsfull massbildning av nya namn”.

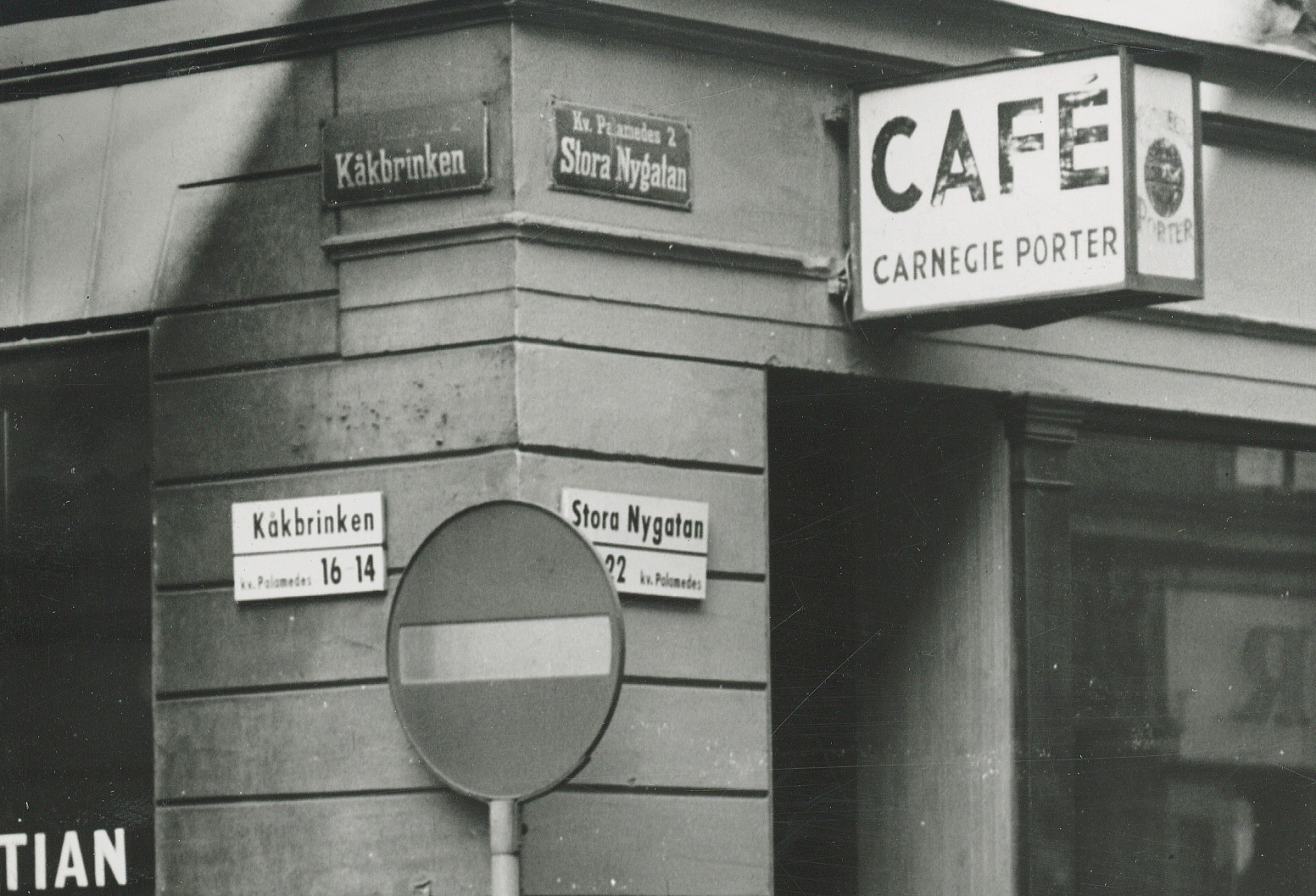
De nya vit-svarta gatuskyltarna började sättas upp på 1940-talet. Här på en bild från 1950-talets Gamla stan sitter de gamla blå-vita emaljskyltarna kvar, därunder syns de nya vit-svarta skyltarna.

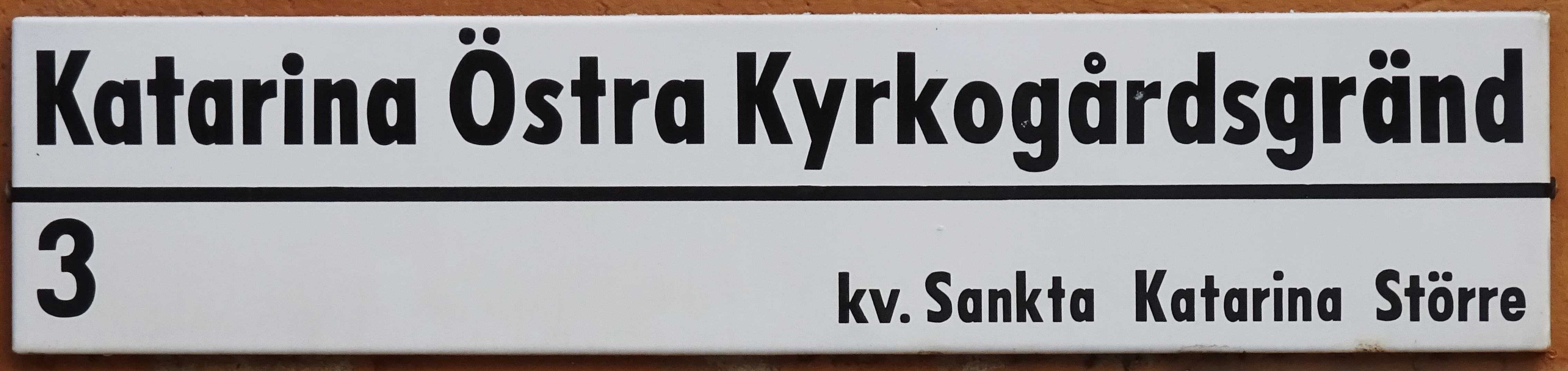
Stockholms längsta gatunamn.

Namnberedningen höll sitt första sammanträde den 6 december 1920 och deras första stora uppgift var ett Förslag till ny namnsättning eller revision av namn å kvarter, gator och allmänna platser. Förslaget som framför allt berörde områden i Bromma och Brännkyrka mötte en del kritik, men antogs efter omarbetning i juli 1923.
Efter 1920-talet tillkom även flera nya kategorinamn som:
- Framstående läkare (Stadshagen).
- Skärgården (Gärdet).
- Svenska vattenfall och kraftverk (Hjorthagen).
- Sädesslag och foderväxter (Södermalm).
- Universitet och högskolor (Norra Djurgården).
- Orter i Närke (Hagsätra och Rågsved).

År 1962 fastställde stadsfullmäktige Instruktion för namnberedningen och 1970 tillkom Namn- och adressnummerstadga för Stockholms stad. Enligt 1970 års stadga bereds namnärenden av namnberedningen som lämnar förslaget till byggnadsnämnden, som beslutar om namn på kvarter, medan kommunfullmäktige fastställer övriga namn. 
Vid alla namnärenden beaktas vissa primära krav, vilket betyder att namn på stadens gator och torg bör vara lättfattliga, lätta att uttala, lätta att skriva och lätta att minnas. En praktisk fråga är även gatunamnens längd. Långa skyltar är otympliga och skadas lättare än korta. Längdrekord har förmodligen Katarina Östra Kyrkogårdsgränd på Södermalm, (öster om Katarina kyrka), som inklusive mellanslag består av trettio tecken. Av någon anledning förlängdes det redan långa Katarina Östra Kyrkogränd som fastställdes 1806 till Katarina Östra Kyrkogårdsgränd 1820. Korta gatunamn i Stockholm består som minst av sex tecken, till exempel Linden, en kort gränd i Hässelby villastad. Högsta husnummer inom tullarna med nr 213 finns på Åsögatan.

## Namn efter kända personer

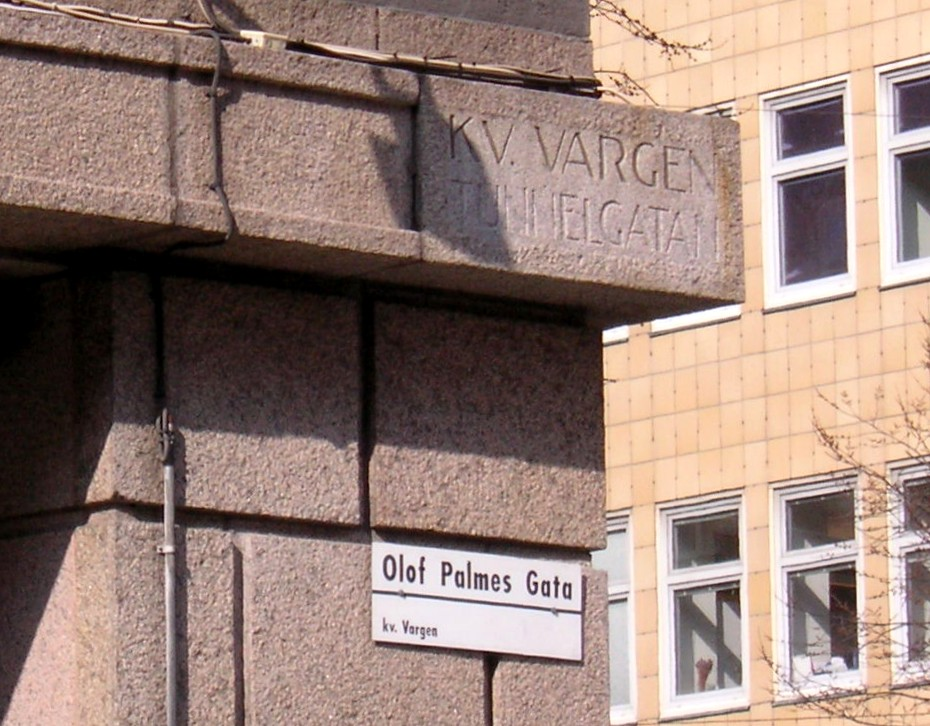
Olof Palmes gata, före detta Tunnelgatan, 1986.

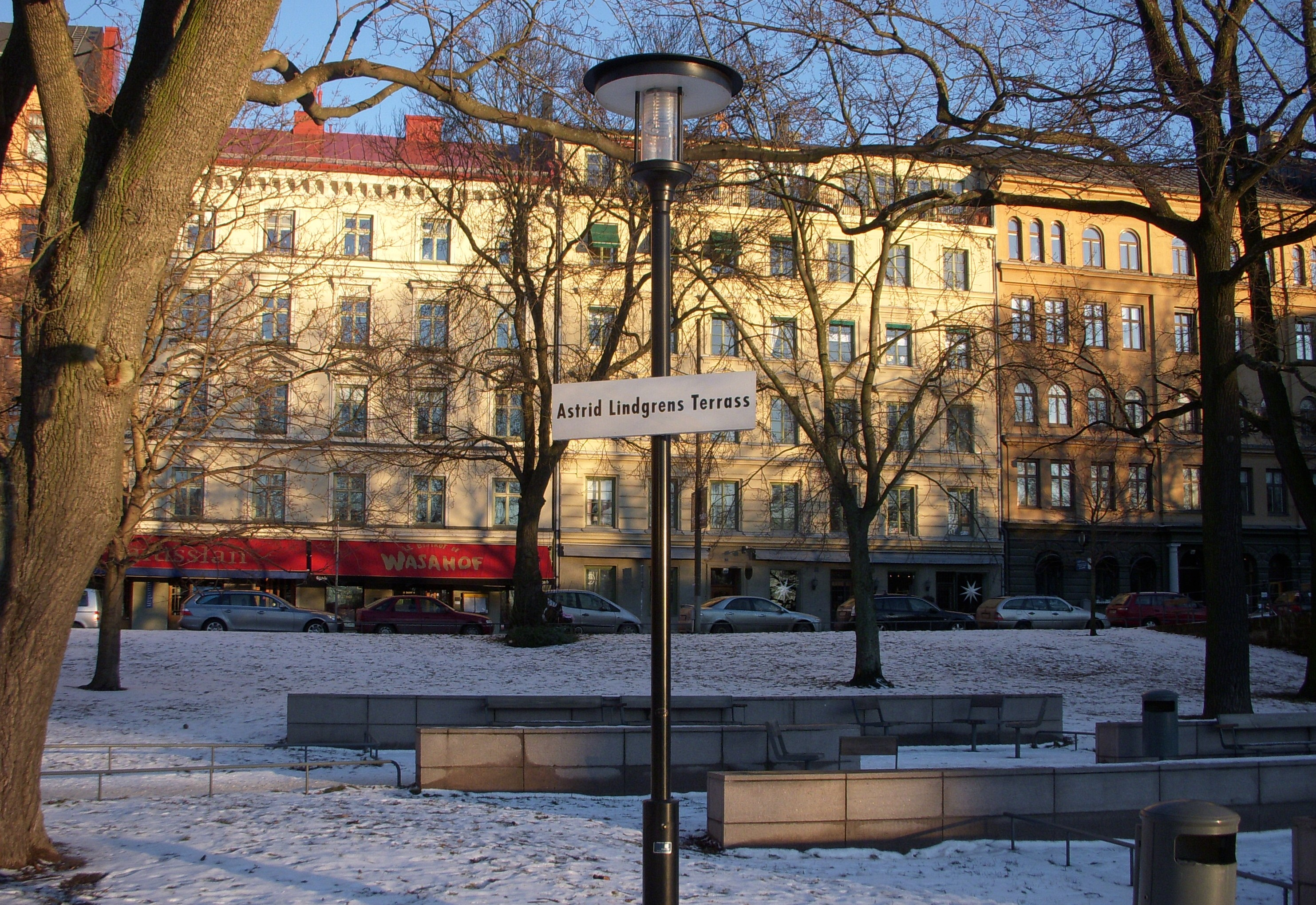
Astrid Lindgrens terrass i Vasaparken, invigd år 2006. I bakgrunden Lindgrens bostadshus.

När en person skall hedras genom att man uppkallar en gata eller en allmän plats efter vederbörande, har namnberedningen ett antal stränga krav, som innebär bland annat att:
- Personen i fråga är död.
- Personen i fråga är av svensk eller nordisk börd eller en väl naturaliserad utlänning.
- Personens namn är av den art att det inte skulle ge upphov till ett ohanterligt gatunamn.
- Personens namn inte redan finns representerat genom ett annat likartat gatunamn.
- Personen i fråga skall vara en förtjänt medborgare.

Att utse nya namn i områden med etablerade gatunamn i exempelvis Stockholms innerstad kan vara svårt och tidskrävande. Ibland syns det gamla gatunamnet kvar vid husknuten om den var huggen i sten och den nya skylten har placerats intill, som på en del av Tunnelgatan på Norrmalm, som döptes om till Olof Palmes gata. Gällande Olof Palmes gata gick namnbytet mycket fort. Redan i april 1986, knappt två månader efter mordet, beslöt kommunfullmäktige att Tunnelgatan mellan Norra Bantorget och Sveavägen skulle erhålla namnet.
Ett annat exempel är hedrandet av Astrid Lindgren med en gata eller en plats i Stockholm, men där dröjde beslutet något längre. Redan ett par dagar efter Astrid Lindgrens död den 28 januari 2002 framfördes förslag om att uppkalla en gata, ett torg eller en allmän plats efter henne. Förslagen framfördes av både allmänheten och politiker.
Några ville ersätta en del av Dalagatan (som var författarens hemadress i över 40 år) med ”Astrid Lindgrens gata”, andra föreslog att döpa om hela Vasaparken till ”Astrid Lindgrens park”, eftersom parken ligger mittemot hennes bostad. Stadsbyggnadsnämndens namnberedning fastnade varken för ”Dalagatan-förslaget” eller ”Vasaparks-förslaget” eftersom Dalagatan och Vasaparken är mycket etablerade adresser. Inte heller Astrid Lindgrens familj ville att Dalagatan skulle byta namn. Däremot fann förslaget om en ”Astrid Lindgrens terrass” i Vasaparkens östra del familjens och namnberedningens bifall.
I sin motivering skrev namnberedningen:
Astrid Lindgrens minne blir hedrat på den plats där hon bodde och vistades, och det sker på ett enkelt sätt - precis som hon själv var - inte storslaget, men värdigt, ett sätt som ger människor en möjlighet att vistas på platsen, att stanna upp och reflektera. 
Det dröjde ändå till den 15 september 2006 innan de fyra nya gatuskyltarna Astrid Lindgrens Terrass kunde avtäckas i Vasaparken. Carl Olof Nyman, Astrid Lindgrens svärson, var med på den enkla ceremonin och han sade att det var en hedersbevisning för familjen att platsen nu bär Astrid Lindgrens namn.

## Skrivning av gatunamn

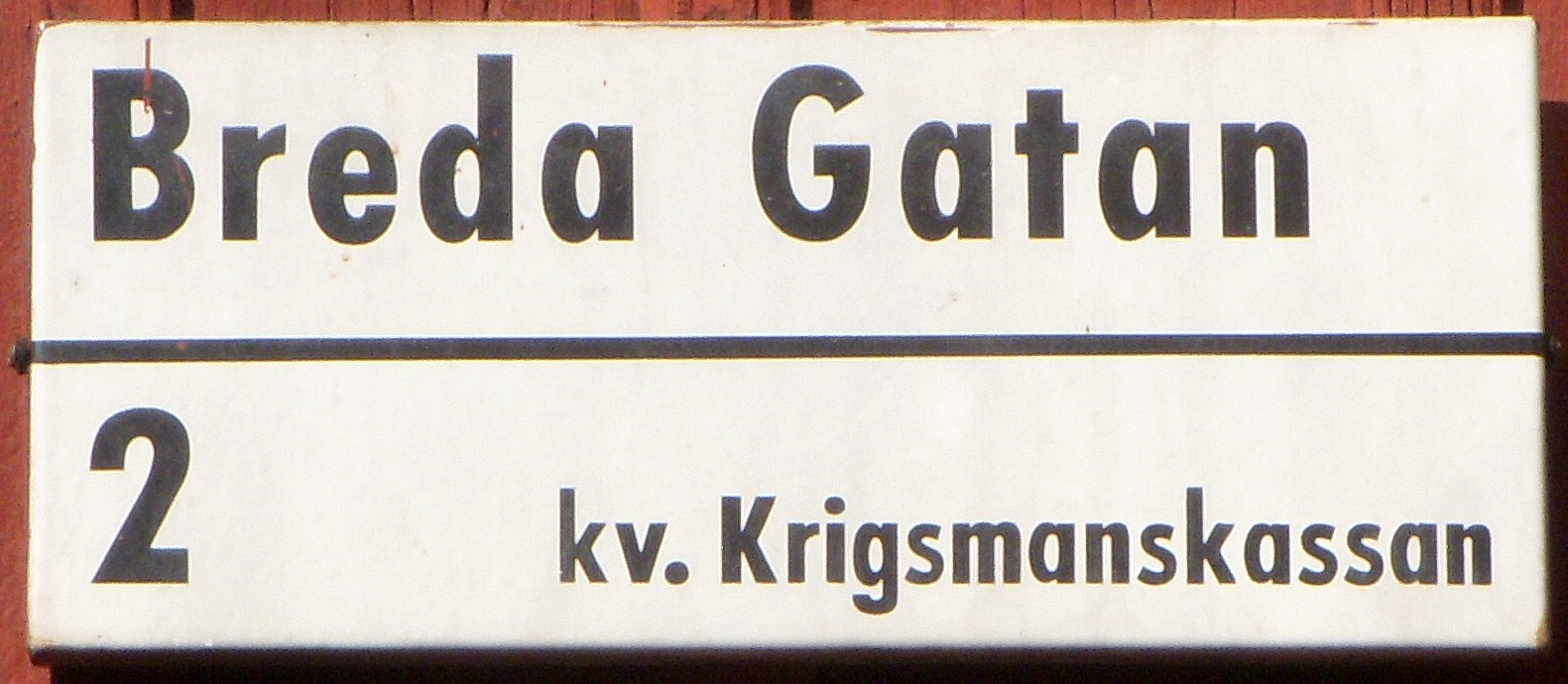
"Breda Gatan" i Djurgårdsstaden.

År 1932 föreslog namnberedningen att den ”Officiella förteckningen över kvarter samt gator och allmänna platser” skulle redigeras och vissa ändringar av skrivningen av gatunamnen genomföras. Ändringen innebar bland annat följande:
1. Samtliga ord i två- eller flerordiga namn skrivs med stor begynnelsebokstav (till exempel Breda Gatan)
2. Bestämd artikel i namn som slutar på -gränden avskaffas (Skolgränden blir Skolgränd)
3. Bokstaven ”e” borttages i gatunamn vars förled slutar på -are (Borgmästaregatan blir Borgmästargatan)
4. Bestämd artikel i namn på -planen avskaffas (Stureplanen blir till Stureplan)

Som kommentar till punkt 1 framfördes en estetisk synpunkt beträffande själva utformningen av gatuskylten. Man menade att  ”man får ett intryck av något haltande, då man ser den lilla begynnelsebokstaven på det andra ordet i namnet”. Breda Gatan såg helt enkelt snyggare ut än Breda gatan.  Sedan 1930-talet fastställs namnen av den beslutande myndigheten enligt 1932 års memorial, men skrivningen torde inte förekomma i allmänt bruk.

## Skyltarnas utformning
Fram till mitten av 1940-talet var Stockholms gatuskyltar utförda i blå emaljerad stålplåt med vit text och vit ram, kvarteret stod, något mindre, överst. Innan dess var skyltarna handmålade. På en del äldre fastigheter förekommer även konstnärlig gestaltade gatuskyltar som är en del av fasaden och uppsattes genom byggherrens försorg. En skyltreform i funktionalismens anda genomfördes i mitten av 1940-talet. Skyltarna är sedan dess vita med svart text i typsnittet ”Futura condensed” som utvecklades redan 1927 av den tyske typografen Paul Renner.
Renners typsnitt kallades "typsnittet för vår tid" och var präglat av funktionalism. Texten är något glest spärrad för bättre läsbarhet. Gatunamnet står överst och, under ett horisontellt, centrerat streck, finns kvartersbeteckning och husnummer för aktuellt gatuavsnitt. De nya skyltarna var till en början också av emaljerad stålplåt, men staden gick senare över till målade och folierade skyltar av aluminiumplåt som är mindre känsliga för mekanisk påverkan.

Exempel
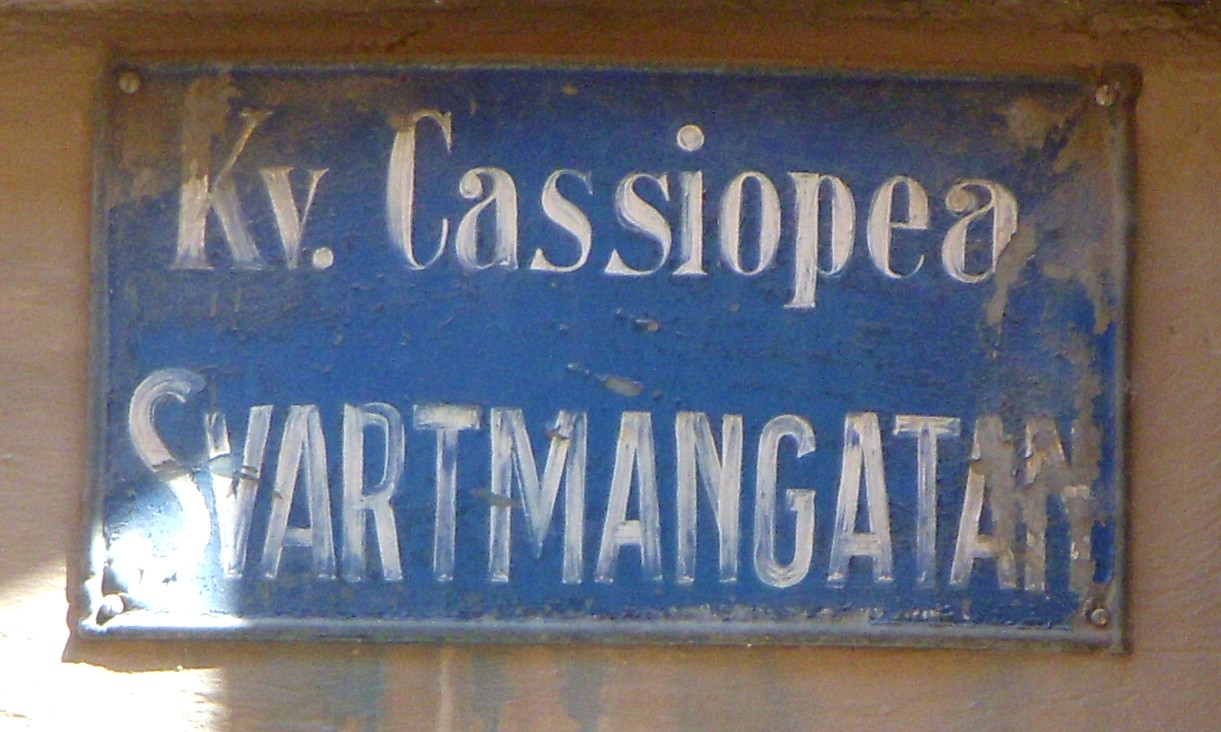
Sällsynt äldre handmålad gatuskylt vid Svartmangatan 17.
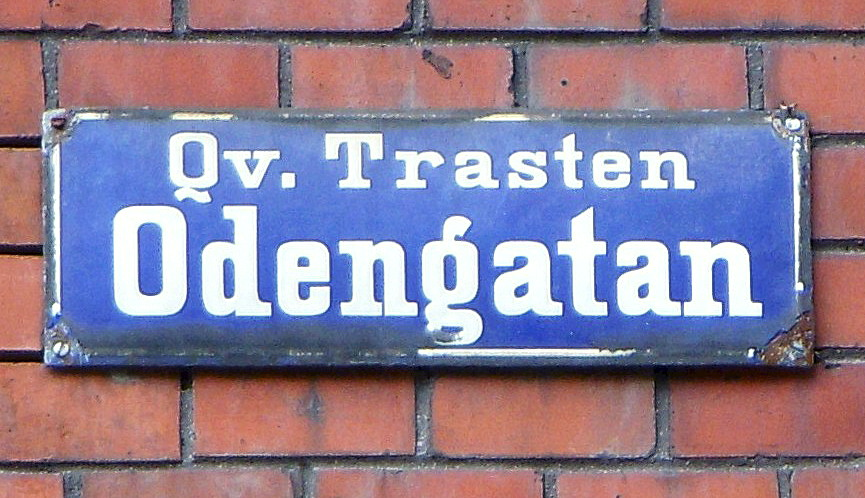
Äldre gatuskylt i blå emaljerad stålplåt.
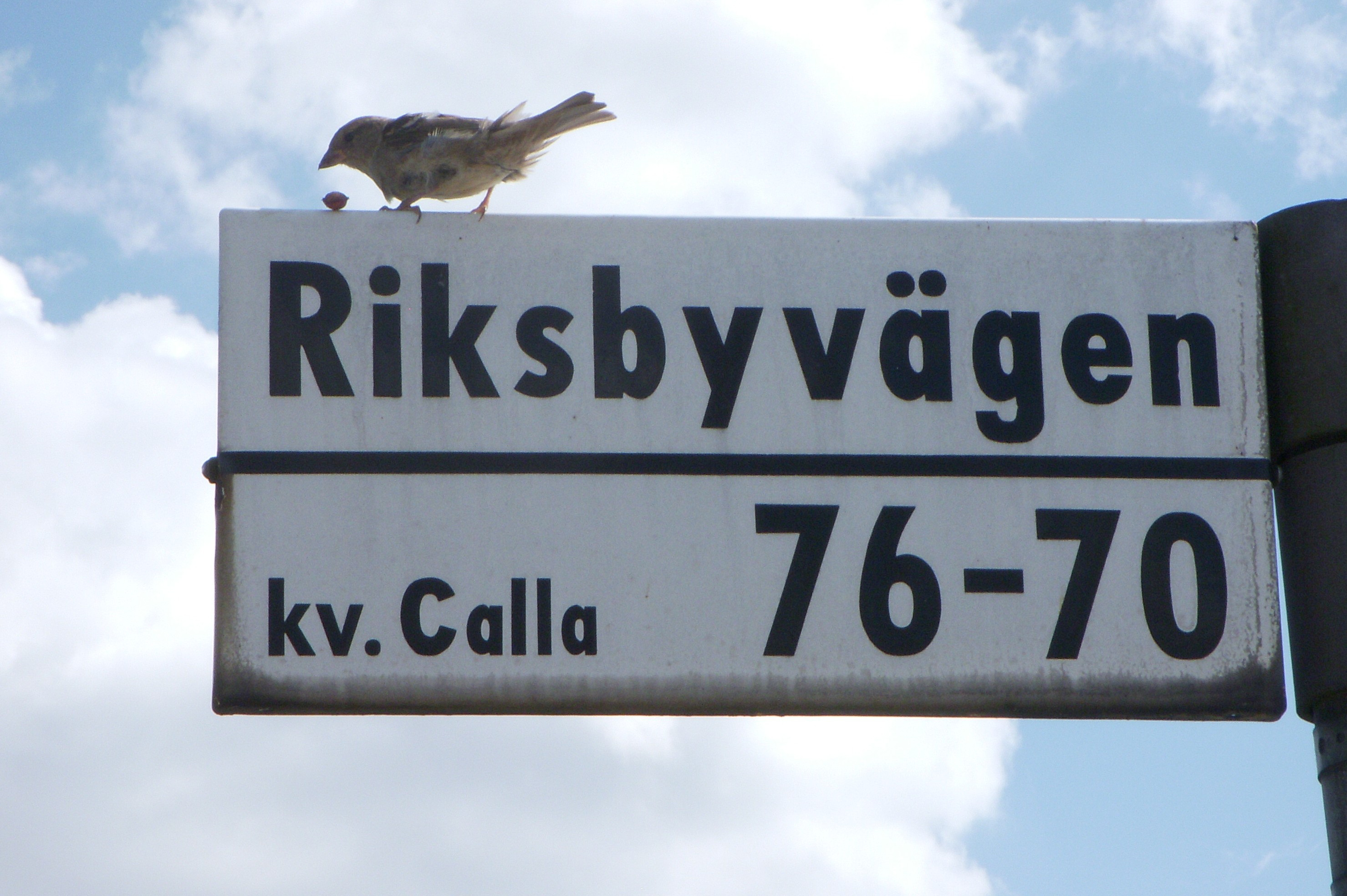
Nyare gatuskylt i vit emaljerad stålplåt.
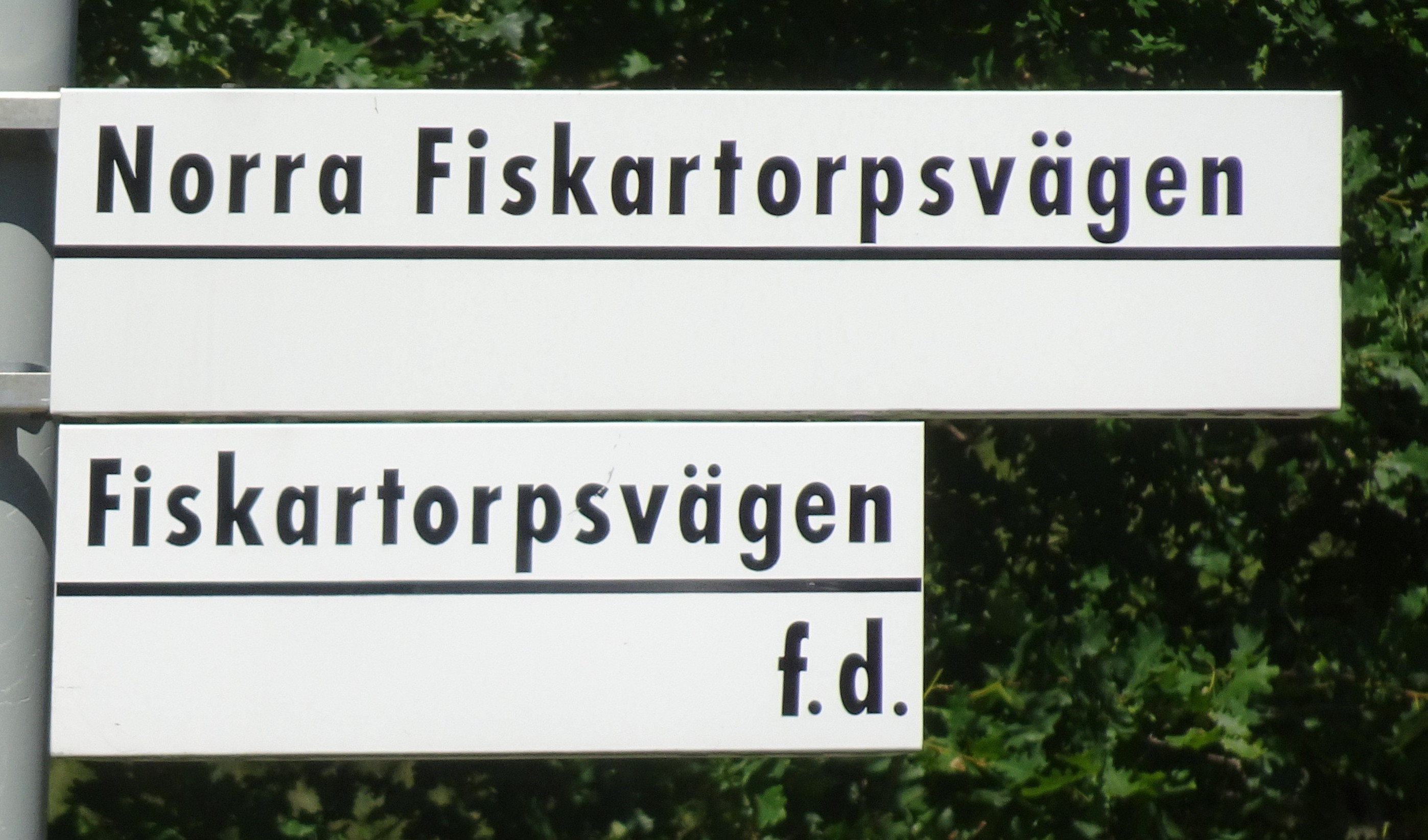
Nuvarande utförande i vit lackerad aluminiumplåt.

## Se även

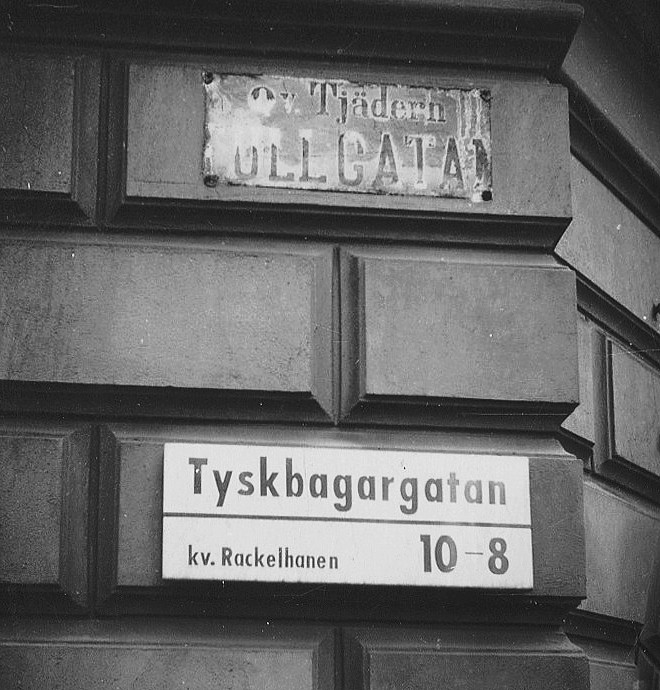
Gamla och nya gatuskylten på Tyskbagargatan 8-10 (foto från 1949).

### Fotnoter
1. ↑  Harlén, Hans (2018). Vems är gatunamnet i Stockholm?. Stockholm: Trafik-nostalgiska förlaget. sid. 3. Libris 22527445. ISBN 9789187695803
2. ↑  Ur det försvunna, s. 27.
3. 1 2  Stockholms gatunamn, s. 10.
4. ↑  Stockholms gatunamn, s. 9.
5. ↑  Ur det försvunna, s. 28.
6. ↑  Ur det försvunna, s. 32.
7. ↑  Vårt Kungsholmen, s. 75.
8. ↑  Stockholms gatunamn, s. 11.
9. ↑  Stockholms gatunamn, kapitel "Ordbildning".
10. ↑  Stockholms gatunamn, kapitel "Namngivning".
11. ↑  Eva-Karin Gyllenberg (31 oktober 2003). ”Astrid Lindgren får egen terrass i Vasaparken”. Dagens Nyheter. http://www.dn.se/sthlm/astrid-lindgren-far-egen-terrass-i-vasaparken. Läst 2 augusti 2011.
12. ↑  Stadskollegiets Utlåtanden och memorial Bihang nr 151/1932.
13. ↑  Stockholms gatunamn, s. 12.
14. ↑  Typsnitt "Futura PT Condensed Bold".